# Coremacera fabricii
Coremacera fabricii är en tvåvingeart som beskrevs av Rudolf Rozkošný 1981.
Coremacera fabricii ingår i släktet Coremacera och familjen kärrflugor. Arten har ej påträffats i Sverige. Inga underarter finns listade i Catalogue of Life.